# 무역풍
무역풍(貿易風, trade wind)은 위도 20도 내외의 지역에서 1년 내내 일정하게 부는 바람이다.

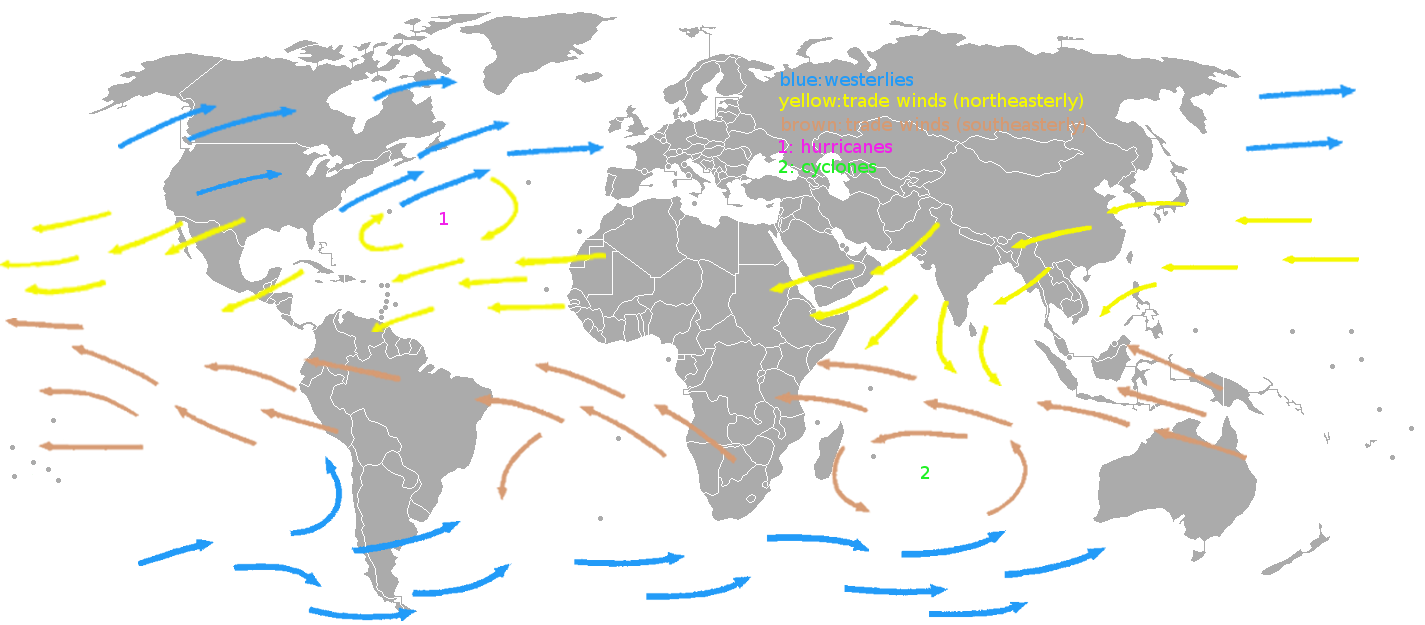
노란색, 갈색 : 무역풍

북반구에서는 북동풍, 남반구에서는 남동풍이 적도 방향으로 강하게 부는 바람으로, 예전에는 뱃사람들이 이 바람에 많이 의존했다. 무역풍은 북위와 남위 30°부근의 중위도고압대에서 적도저압대로 규칙적으로 분다. 적도 부근의 저위도에서 가열된 공기는 팽창되고 가벼워져 위로 올라가고, 지면 가까운 곳에는 저기압지역이 형성된다. 그러면 적도보다 더 높은 위도에 있던 차갑고 무거운 공기가 적도의 저기압지역을 채우려고 흘러들게 된다. 이때 지구가 동쪽으로 자전하기 때문에 무역풍은 북반구에서는 북동풍,남반구에서는 남동풍이 분다. 또한 육지의 강수량에 매우 큰 영향을 준다.

## 편동풍
편동풍(偏東風)은 지구의 위도권을 따라 동쪽에서 서쪽으로 부는 바람으로 극지방의 지상 부근과 적도를 사이에 두고 남북의 저위도지방에서 나타난다. 적도지방에서 가열된 공기는 상승하여 대류권계면에 이르러 양극지방을 향하여 이동하다가, 위도 30°부근에서 일부 냉각된 공기가 침강하여 하강기류를 형성한다. 지표면에 다다른 하강기류는 지표면을 따라 남북으로 이동하는데, 이때 남쪽으로 향하는 공기는 전향력 때문에 동풍계의 바람이 된다. 이것이 적도편동풍이며, 무역풍이라고도 한다. 또 극 부근에서는 복사냉각으로 생긴 한랭한 극고기압에서 흘러나오는 공기가, 전항력의 작용으로 북동 방향의 성분을 가진 극편동풍을 만든다.

## 같이 보기
- 편동풍파